# Чайна церемонія

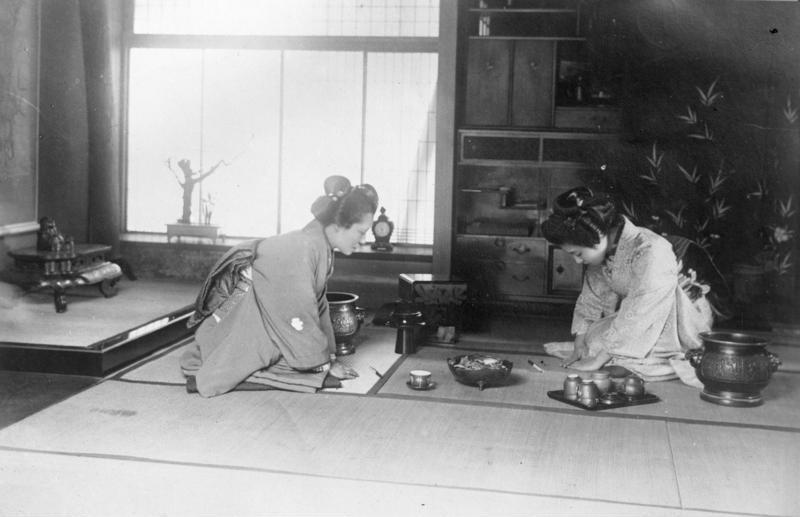
Японська чайна церемонія.

Чайна церемонія — перетворений на ритуал процес заварювання чаю і чаювання, поширений в азійських країнах. Як правило, термін вживається стосовно японської чайної церемонії.
1.    Підготовлюють чайне начиння. Чабань (чайний столик) прикрашається статуеткою чайного божества.
2.    Кип’ятять воду. Перевага надається м’якій, в ідеалі — джерельній воді. Зняти воду з вогню слід, коли на поверхні виникають і лопаються великі бульбашки.
3.    Прогрівають посуд.
4.    Призначений для заварки чай насипають в чахе (чайну коробочку). Потім чай вдихають, насолоджуючись ароматом…
5. Наповнюють чайник сухим чаєм за допомогою лійки.
6. Пробудження чаю. Закривають чайник кришкою, укутують рушником, збовтують, розгойдуючи чайник з боку на бік.
7. Заливають у чайник воду. Першу настойку чаю не п’ють, а використовують для омивання чайного листа.
Китайська церемонія чаювання — це більше, ніж звичай, це інша грань буття, усвідомивши яку, можна зробити своє життя повнішім і цікавішим.
8. Другу заварку розливають у високі чашки (венсябей) на 3/4 об’єму і накривають низькими чашечками (чабей). Щільно притискають одну до іншої і перевертають. Можна зробити підношення готового чаю чайному божеству, омиваючи його чаєм.
9. Венсябей розкручують за годинниковою стрілкою і насолоджуються ароматом. Потім можна зробити перший ковток.
10. Коли ви вип’єте чай, процес повторюють знову. Чай заварюють у середньому від трьох до семи разів, поки він не втратить смак і аромат. Китайці кажуть: відпив — долий, долив — відпий.
- Японська чайна церемонія
- Китайська чайна церемонія
- Корейська чайна церемонія
- Тибетська чайна церемонія

## Галерея

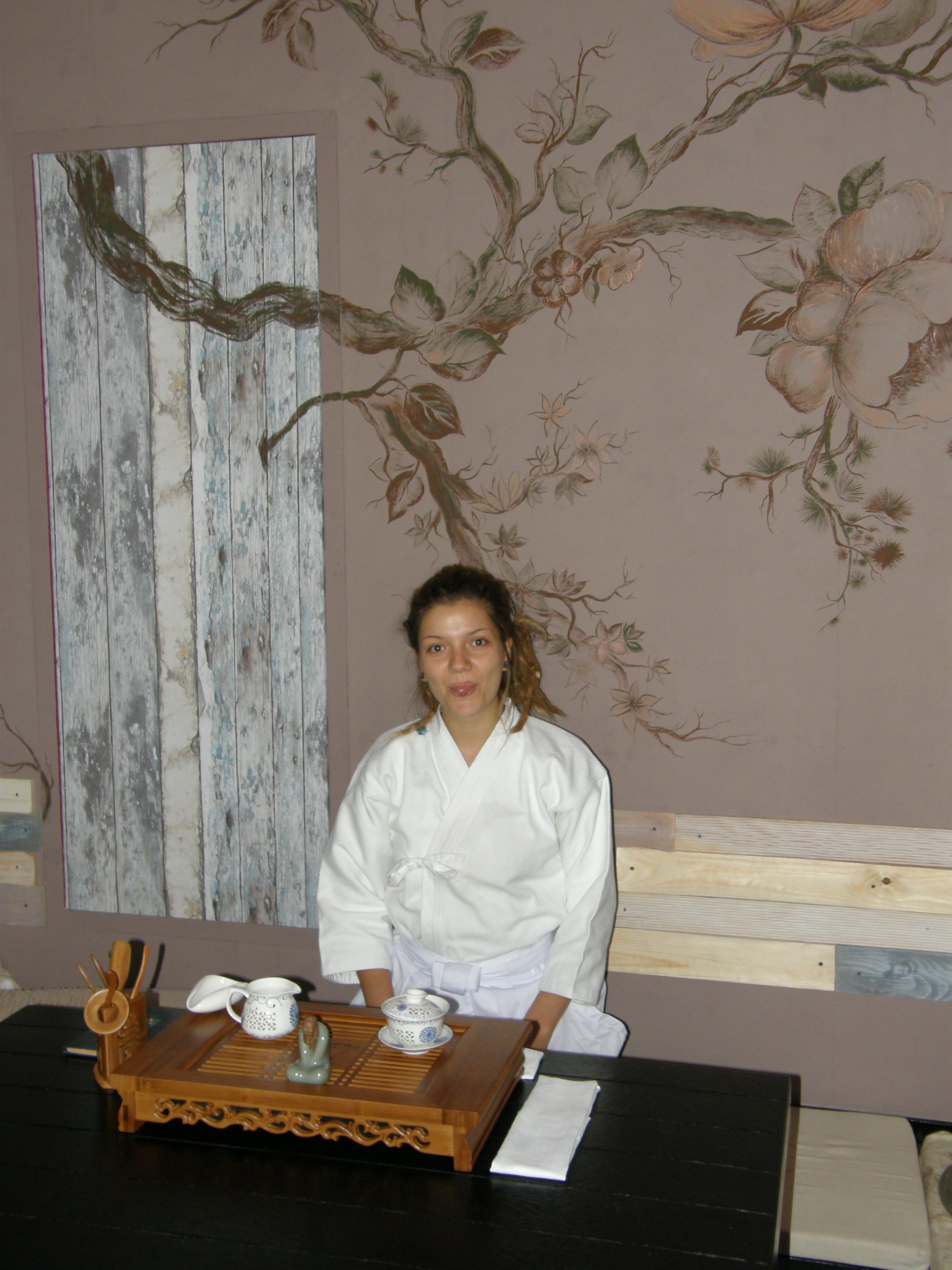
Чайна церемонія у Nebos, Київ, 2015